# Stakčínska Roztoka
Stakčínska Roztoka es un municipio del distrito de Snina en la región de Prešov, Eslovaquia, con una población estimada a final del año 2024 de 274 habitantes.
Se encuentra ubicado al este de la región, en el valle del río Cirocha (cuenca hidrográfica del río Tisza) y cerca de la frontera con Ucrania y Polonia.

## Demografía
| Año        | 1994 | 2004    | 2014    | 2024     |
| ---------- | ---- | ------- | ------- | -------- |
| Población  | 325  | 335     | 333     | 274      |
| Diferencia |      | +3,07 % | −0,59 % | −17,71 % |

| Año        | 2023 | 2024    |
| ---------- | ---- | ------- |
| Población  | 277  | 274     |
| Diferencia |      | −1,08 % |